# اتفاق الديمقراطية والاتحاد
اتفاق الديمقراطية والاتحاد (بالفرنسية: Convention pour la Démocratie et la Fédération)‏ هو حزب سياسي في بوركينا فاسو.

## التاريخ
تأسس الحزب عام 1998،  وانضم إلى تحالف القوى الديمقراطية قبل الانتخابات البرلمانية عام 2002. حصل الائتلاف على 4٪ من الأصوات وفاز بخمسة مقاعد في الجمعية الوطنية.
في الفترة التي سبقت انتخابات عام 2007، شكل الائتلاف اتفاق تحالف القوى الديمقراطية، إلى جانب حزب الخضر في بوركينا، واتفاق الديمقراطية والحرية والتجمع من أجل القوى المستقلة / حزب شباب بوركينا. حصلت الائتلاف الجديد على 2.34٪ من الأصوات وفاز بثلاثة مقاعد. شهد التحالف زيادة طفيفة في حصته في التصويت في انتخابات 2012، حيث حصل على 2.4٪ من الأصوات، واحتفظ بمقاعده الثلاثة.